# 邁爾斯-布里格斯類型指標

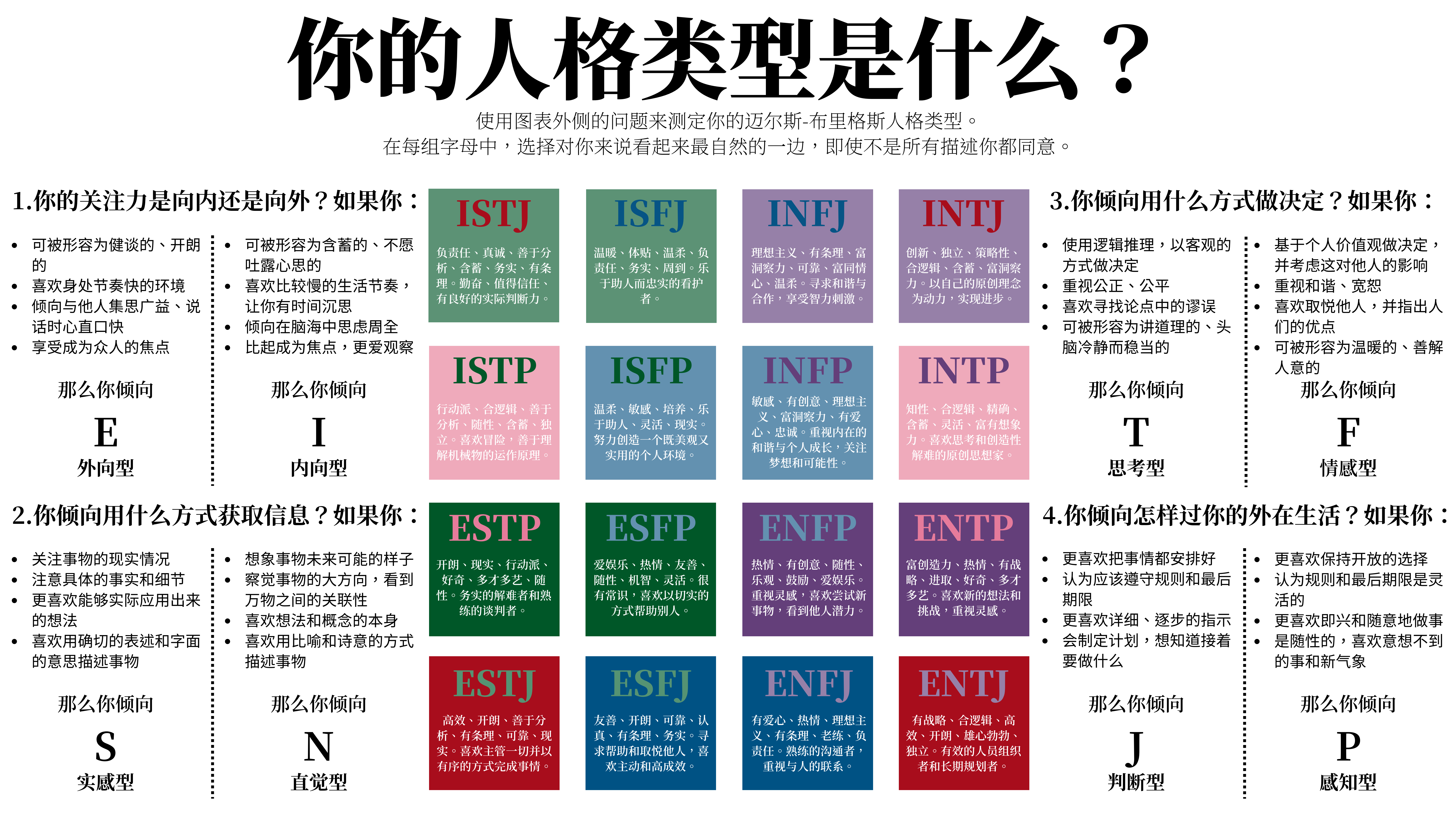
上圖描述了MBTI的十六種人格類型，以及該理論核心的四個評量向度

邁爾斯-布里格斯類型指標（英語：Myers-Briggs Type Indicator，简称MBTI，或譯麥布二氏心理類型量表）是一種人格類型評量工具，由卡爾·榮格的類型理論發展而來，指出人腦在感知和決策上存在不同先天偏好，但並不反映後天發育，如能力、品格、言行、心理健康等。其理論中最淺顯的部分是四組相反的先天偏好：內向與外向（Introversion-Extraversion）、實感與直覺（Sensing-iNtuition）、思考與情感（Thinking-Feeling）、判斷與感知（Judging-Perceiving），四組偏好可組成16種穩定的人格類型。
MBTI是由兩名美國人——凱瑟琳·庫克·布里格斯和她的女兒伊莎貝爾·布里格斯·邁爾斯所建構，最早於1944年發表。這項指標的理論基礎來自瑞士精神科醫師兼精神分析師卡爾·榮格（Carl Jung）的著作《心理類型》（德語：Psychologische Typen）。邁爾斯認為榮格的著作對大眾而言過於複雜難懂，於是嘗試將榮格認知功能整理得更加易於理解。榮格提出了內向性與外向性（I-E）及四種主導性的心理功能（S-N及T-F），構成8大「主導型」；MBTI的類型動力學框架在其基礎上添加感知與判斷（J-P）維度，因而確認了「輔助」功能，形成16種人格類型，如「INEFIP」類型的主導功能是內向情感（英語：Introverted Feeling，簡稱Fi），輔助功能是外向直覺（英語：Extraverted iNtuition，簡稱Ne）。
在支持MBTI有效性的研究中，據估計有三分之一到一半都是由邁爾斯&布里格斯基金會所運營的心理類型應用中心所進行，並發表在該中心之《心理類型期刊》上；這引起了當中存在偏見、利益衝突及缺乏獨立性等質疑。儘管MBTI與某些心理學理論相似，但它未在相關學術研究領域獲得廣泛承認，且被多名學者批評為伪科学。該指標顯示出顯著的科學（心理統計學）缺陷，主要包括評量效度及信度不理想、評量的類別不獨立以及不全面等。不過，近年的一些研究支持了MBTI的信度和效度，也有部分學者對MBTI的科學性和實用性表達了認可。
該指標自1962年被美國教育測驗服務社（ETS）採納後，便被廣泛應用於美國的學府、企業以及政府機構。近年，MBTI在學術界的討論度下降，並逐漸轉為流行文化。該指標並不適用於人力資源管理。由於版權保護，真正的MBTI並不存在線上的免費測試。
MBTI中使用的四個量表，與五大性格特質（英語：Big Five personality traits）之中的四個有一定的相關性，後者更為不同領域普遍接受。

## 沿革

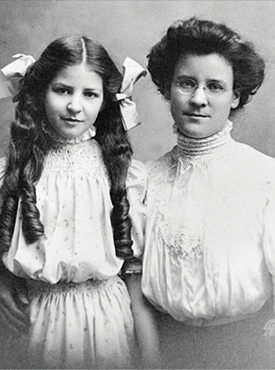
邁爾斯（女兒）與布里格斯（母親）

凱薩琳·庫克·布里格斯（Katharine Cook Briggs，下稱布里格斯）出生於1875年，16歲時以優異成績畢業於密歇根農業學院（現為密歇根州立大學），畢業後成為女性雜誌作家。1896年嫁給物理學家萊曼·布里格斯（Lyman Briggs），此後成為全職家庭主婦，翌年生下了唯一的孩子——伊莎貝爾·布里格斯·邁爾斯（Isabel Briggs Myers，下稱邁爾斯），並開始撰寫有關育兒的文章與書籍。
布里格斯自1917年開始進行有關人格的研究。在遇見她未來的女婿時，她觀察到他的個性與其他家庭成員有明顯的差異。其後她開始從事人物傳記的研讀，並開發了一種類型學，其中她提出了四種氣質：「沉思型」（英語：meditative）、「自發型」（英語：spontaneous）、「決策型」（英語：executive）和「社交型」（英語：social）。
1923年，瑞士精神科醫師卡爾·榮格之著作《心理類型》的英文譯本出版後（該書於1921年以德文首次出版），布里格斯注意到，榮格的理論與她的理論相似，但遠超她的理論。布里格斯提出的四種類型後來被發現對應於「IXXXs」（內向型：「沉思型」）、「EXXPs」（外向與勘探型：「自發型」），「EXTJs」（外向、思考與判斷型：「決策型」）和「EXFJs」（外向、情感與判斷型：「社交型」）。布里格斯最早發表的兩篇文章（「Meet Yourself Using the Personality Paint Box」及「Up From Barbarism」）描述了榮格的理論，分別在1926年的《新共和》（英語：The New Republic）期刊和1928年的《文明的崛起》（英語：Up From Barbarism）上發表。在廣泛研究了榮格的著作之後，布里格斯和其女兒邁爾斯憑藉着她們對人類行為的興趣，努力將心理類型理論轉化為實際應用。
邁爾斯在1919年畢業於斯沃斯莫爾學院。儘管如此，邁爾斯和布里格斯都沒有接受過心理學學科的正式教育。兩人都是在心理統計學領域自學成才。因此，邁爾斯拜師於費城一家大型銀行的人事部經理愛德華·海伊，向他學習了測驗的基本「構建」、「評分」、「驗證」和「統計」方法。
我本來很想見到您，但我剛從一場惱人的疾病中康復過來，而且正要離開去度過一個漫長而必要的假期，直到秋天才能回來。
祝您在歐洲度過愉快的時光。
此致
邁爾斯和布里格斯在1937年與榮格相結識。1950年，邁爾斯向榮格寫信，希望與他在瑞士會面，並隨函附上了她正在開發的類型指標的副本與描述。由於當時榮格患有流感，他的秘書在回信中簡短地謝絕了邁爾斯的邀約；榮格康復後，其秘書代寫了第二封回信（如引文所示），對邁爾斯的類型指標表達了認可。然而，有學者認為這封信存在誤導，並不代表榮格本人的態度，且可能變相鼓勵了MBTI日後的開發，以及其與榮格類型論的分歧。
布里格斯和邁爾斯在第二次世界大戰期間開始創建類型指標；她們相信，對性格偏好的瞭解將有助於首次進入工業勞動力隊伍的女性確定對其「最舒適和有效」的戰時工作類型。1944年，《布里格斯邁爾斯類型指標手冊》（英語：Briggs Myers Type Indicator Handbook）出版，並於1956年更名為「邁爾斯-布里格斯類型指標」。
邁爾斯的成果引起了美國教育測驗服務社負責人亨利·昌齊的注意。在這一系列支持下，第一本《MBTI手冊》於1962年出版。MBTI得到了加州大學柏克萊分校人格與社會研究所所長唐納德·麥金農、密西根州立大學和奧本大學教授威廉·格蘭特以及佛羅里達大學的瑪莉·麥考利的進一步支援；1975年，MBTI的出版權移交給諮詢心理學家出版社（英語：Consulting Psychologists Press），並成立了心理類型應用中心（英語：Center for Applications of Psychological Type）作為研究實驗室。
1980年5月，邁爾斯去世後，瑪麗·麥考利更新了《MBTI手冊》，於1995年再版；第三版則於1998年面世。

### 模式與管理
在1987年，MBTI發展了一個先進的評分系統，從中開發了類型區分指標（TDI），此評分系統適用於較長的MBTI表格——表格J，其中包括了邁爾斯撰寫的290項經過前期分析後仍存留下來的題目。它產生了20個分項（4個二分法偏好量表中，每個量表下各5個），再加上7個額外的分項，用於新的「舒適-不舒適」因素（它與NEO-PI的神經質因素相似，但並不完全相同）。這個因素的量表表示整體的舒適感和自信，與不適感和焦慮感相對應。它們也會加載到四個類型向度之一上：
- 謹慎的-樂觀的（T/F）
- 反抗的-順從的（T/F）
- 無憂的-憂慮的（T/F）
- 果斷的-矛盾的（J/P）
- 勇猛的-拘謹的（E/I）
- 領導者-追隨者（E/I）
- 積極的-容易分心的（J/P）

此外，這些因素還有一個綜合指標——「壓力」。還有一些用於「類型量表」一致性和「舒適度量表」一致性的量表，其中23個TDI子量表的信度大於0.50，「考慮到子量表的簡潔性，這是一個可接受的結果」。+
1989年開發的一個評分系統，是針對最初的4種二元性格量表中的20個子量表。它最初被稱為「表格K」或「擴展分析報告」，現在稱為MBTI Step II。
表格J（或TDI）包括了從邁爾斯和麥考利（McCaulley）早期的研究中提取出的項目，這些項目被指是進行Step III評分時必需的（1998年的《MBTI手冊》報告說，這兩個工具是相同的）。它是在以下組織的聯合項目中開發的：Myers-Briggs公司——所有MBTI作品的出版商、心理類型應用中心（CAPT）——Myers和McCaulley的所有原始工作的持有人，以及由布里格斯和彼得·邁爾斯（Peter Myers）領導的MBTI信託。根據宣傳的說法，Step III用於處理受試者的類型發展和感知/判斷（J/P）的使用。

## 理論
《MBTI手冊》（英語：MBTI Manual）指出，該指標「旨在實施一種理論；因此必須理解理論才能理解MBTI」。MBTI強調天生差異的意義；其基本假設是，我們在理解自身經歷的方式上有着特定的偏好（英語：preferences），這些偏好支撐着我們的興趣、需求、價值觀和動機。該理論的精髓是，人類的許多看似隨機變化的行為其實是相當有序而規律的，這是因為個體在「感知」和「判斷」的方式上存在根本差異。MBTI評量工具旨在幫助識別健康行為中的感知和判斷模式。
MBTI的理論基礎是瑞士精神科醫生卡爾·榮格（Carl Jung）在1921年提出的一項具影響力的理論——心理類型。榮格認為，人們使用實感（英語：Sensation）、直覺、情感和思考四種主要的心理功能來體驗世界，而人在大多數時候由其中一種功能主導。綜上，榮格提出了兩對一分為二的認知功能（英語：Cognitive functions）的存在：
- 「理性」的判斷功能：思考和情感
- 「非理性」的感知功能：實感和直覺

榮格認為，對於每個人來說，每個功能都主要以內向或外向的形式表達。基於榮格的原始概念，布里格斯和邁爾斯開發了她們自己的心理類型理論，組成四個類別——外向/內向（E/I）、實感/直覺（S/N）、思考/情感（T/F）、判斷/感知（J/P）；根據MBTI的論述，每個人在每個類別中各有一個偏好的特質，形成16種獨特的類型。MBTI的16種類型由四個字母縮寫來指代，這些縮寫分別來自該類型4種偏好的英文名稱首字母，不過「Intuition」（直覺）除外，它使用縮寫「N」來將其與「Introverted」（內向）的「I」區分開來。
| MBTI的16種類型                                       |      |      |      |
| ISTJ                                                 | ISFJ | INFJ | INTJ |
| ISTP                                                 | ISFP | INFP | INTP |
| ESTP                                                 | ESFP | ENFP | ENTP |
| ESTJ                                                 | ESFJ | ENFJ | ENTJ |
| 這個類型指標由邁爾斯所創，以擴展榮格的心理類型理論。 |      |      |      |

許多人對MBTI的認識只停留於上述四個向度的層次上，但忽略了類型理論與MBTI模型的「動態」（英語：dynamic）特性——每個類型擁有的功能與態度之間存在着動態的相互作用力，使這一複雜的人格系統平衡並有效地運作。MBTI的論述指出，人格類型並不會隨時間而改變，但這不代表人們被人格類型「框住」，它僅代表一個人與生俱來的偏好，人們可基於這些先天的偏好發展出不同的經歷和表現方式。類型發育是一個終身的過程，其發展方向可受許多因素影響。

### 類型概論

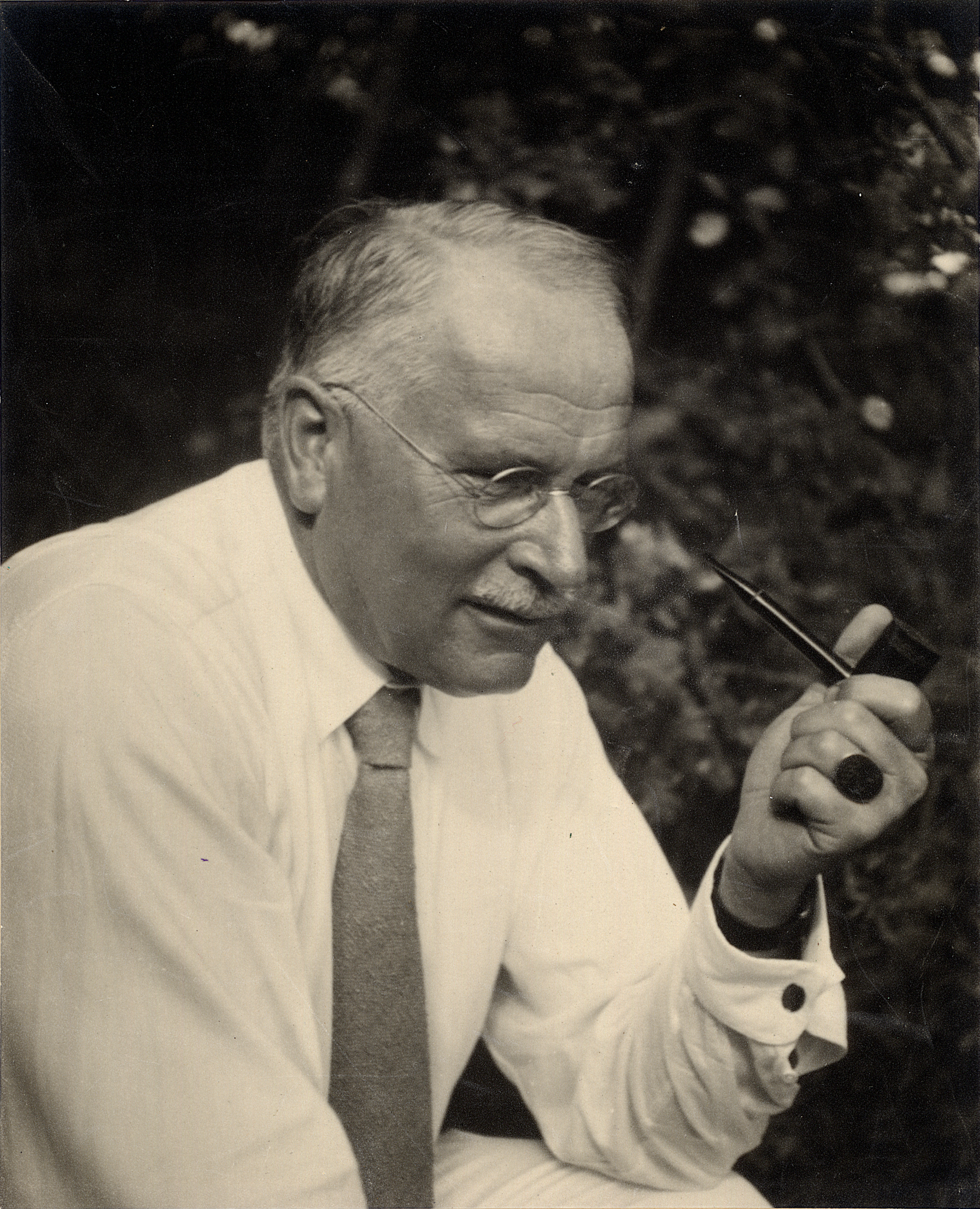
瑞士心理學家、精神科醫生卡爾·榮格（Carl Jung）

心理學家榮格經過多年的研究而開發的類型理論，描述了人格系統各元素之間的動態互動關係。在此基礎上，邁爾斯與布里格斯進一步完善了榮格的類型學理論，成為她們開發MBTI的基礎——榮格提出的功能相互作用方式，即模型的動態特性。
榮格對性格差異的觀察始於內向型和外向型（英語：Introversion and Extraversion）。榮格將內向與外向定性為兩種不同的「態度」（英語：attitude），有關「態度」的定義如下：
心靈以某種方式行動或反應的準備狀態......具有某種態度，相當於對某一特定事物有一種先天的導向。:687
此後，榮格確定了兩對相反的心理功能（英語：mental function）——實感與直覺（S-N）、思考與情感（T-F），其中實感與直覺是對立的兩種感知（P）功能，思考與情感則是對立的兩種判斷（J）功能（有關前述4個功能的詳細內容見以下章節：#心理功能：實感/直覺（S/N）、思考/情感（T/F））。榮格對「功能」的定義如下：
在不同情境中保持不變的一種特定形式的心智活動。:731
榮格將這4個功能添加到他先前提出的內向型和外向型中，以此細分為8種類型。榮格進一步指出，外向與內向兩種態度的其中一種會與一個人的「主導」功能（英語：dominant function）結合使用，故這8種類型被稱作「主導型」。如下表所示：
| 態度   | 主導功能 | 主導型             |
| ------ | -------- | ------------------ |
| 內向型 | 實感     | 以實感主導的內向型 |
| 內向型 | 直覺     | 以直覺主導的內向型 |
| 內向型 | 思考     | 以思考主導的內向型 |
| 內向型 | 情感     | 以情感主導的內向型 |
| 外向型 | 實感     | 以實感主導的外向型 |
| 外向型 | 直覺     | 以直覺主導的外向型 |
| 外向型 | 思考     | 以思考主導的外向型 |
| 外向型 | 情感     | 以情感主導的外向型 |

榮格並未明確提到兩個「判斷」與「感知」功能對外部世界的態度或取向。邁爾斯與布里格斯透過添加「判斷-感知」（J-P）二分法來擴展榮格的「主導型」模型，從而明確了榮格著作中有所暗示但未有開發的理論——確定了每種類型的「輔助」功能（英語：auxiliary function）。具體來說，J-P二分法建立在榮格對於輔助功能的描述之上，MBTI透過添加J-P向度，完善了榮格的模型，用以描述16種類型。如下表所示：
| 態度     | 態度     | 功能     | 功能     | 類型                           |
| 態度     | 態度     | 主導     | 輔助     | 類型                           |
| -------- | -------- | -------- | -------- | ------------------------------ |
| 內向 (I) | 判斷 (J) | 實感 (S) | 思考 (T) | 以實感主導、以思考輔助的內向型 |
| 內向 (I) | 判斷 (J) | 實感 (S) | 情感 (F) | 以實感主導、以情感輔助的內向型 |
| 內向 (I) | 判斷 (J) | 直覺 (N) | 思考 (T) | 以直覺主導、以思考輔助的內向型 |
| 內向 (I) | 判斷 (J) | 直覺 (N) | 情感 (F) | 以直覺主導、以情感輔助的內向型 |
| 內向 (I) | 感知 (P) | 思考 (T) | 實感 (S) | 以思考主導、以實感輔助的內向型 |
| 內向 (I) | 感知 (P) | 思考 (T) | 直覺 (N) | 以思考主導、以直覺輔助的內向型 |
| 內向 (I) | 感知 (P) | 情感 (F) | 實感 (S) | 以情感主導、以實感輔助的內向型 |
| 內向 (I) | 感知 (P) | 情感 (F) | 直覺 (N) | 以情感主導、以直覺輔助的內向型 |
| 外向 (E) | 感知 (P) | 實感 (S) | 思考 (T) | 以實感主導、以思考輔助的外向型 |
| 外向 (E) | 感知 (P) | 實感 (S) | 情感 (F) | 以實感主導、以情感輔助的外向型 |
| 外向 (E) | 感知 (P) | 直覺 (N) | 思考 (T) | 以直覺主導、以思考輔助的外向型 |
| 外向 (E) | 感知 (P) | 直覺 (N) | 情感 (F) | 以直覺主導、以情感輔助的外向型 |
| 外向 (E) | 判斷 (J) | 思考 (T) | 實感 (S) | 以思考主導、以實感輔助的外向型 |
| 外向 (E) | 判斷 (J) | 思考 (T) | 直覺 (N) | 以思考主導、以直覺輔助的外向型 |
| 外向 (E) | 判斷 (J) | 情感 (F) | 實感 (S) | 以情感主導、以實感輔助的外向型 |
| 外向 (E) | 判斷 (J) | 情感 (F) | 直覺 (N) | 以情感主導、以直覺輔助的外向型 |

在上表中，J-P向度與E-I向度相結合，確定了該類型偏好的兩個功能中，何者為主導功能，何者為輔助功能。另一方面，J-P向度展示了每個類型的主導和輔助功能中，哪個功能使用於外部世界：
- 如黃色儲存格所示——在外部世界使用判斷功能（即「外向思考」或「外向情感」）的人，其行為特徵構成「判斷」態度（J）的基礎；
- 如綠色儲存格所示——在外部世界使用感知功能（即「外向實感」或「外向直覺」）的人，其行為特徵構成「感知」態度（P）的基礎[76]。

有關原理詳見類型動力學一章。
類型理論的豐富度源於每種類型固有的功能和態度之間的動態相互作用。雖然MBTI的四個二分法是理解動態特性的重要組成部分，但更重要的是理解其背後更廣泛的含義和應用，這是理解類型動力學的必要步驟。

### 類型動力學
在MBTI的理論中，「類型」表達的訊息量不只是「4個偏好」，它代表了功能（S、N、T、F）、能量態度（E、I）以及對外界的態度（J、P）之間的一組複雜的動態關係。
榮格認為，心理類型（如內向與外向）並不是非黑即白的，它們只是傾向（英語：tendency）——兩者都是與生俱來的，而且是能夠達到平衡的。從布里格斯和邁爾斯的理論來說，對某種心理類型組合的「偏好」是與生俱來的。根據MBTI的論述，每組二分法的兩個「偏好」類似左撇子與右撇子，人們確實會使用雙手，但通常會用喜歡的那隻手伸手，因為那樣更自然。更重要的是，所有偏好和類型都同樣有價值，MBTI並不顯示一個人的能力。
|                                                  | 想像每個人心中都有16個房間，分別代表16種人格類型。最符合你的人格類型只是你最喜歡的那個房間，但不代表你永遠只能待在那裏。 |
| ——雪力（夏瑄澧）《MBTI 我，和我的使用説明書》:44 | |

4個字母的類型縮寫式只是一種速記法，它還傳達了4種功能——思考、情感、實感與直覺的相互作用，以及你對這些功能的態度，這被稱為「類型動力學」（英語：Type dynamics），它對解讀MBTI的評量結果有重要作用。
- 類型中的第一個偏好（E/I）是指能量的態度（英語：attitude of energy）[73][81]

- 類型中間的兩個偏好（S/N及T/F）是指心理功能（或稱認知功能），這兩個偏好合稱「功能組合」（英語：function pair）[73]；這兩個字母確認了該類型的第一（主導）和第二（輔助）功能[81]。

- 類型中的最後一個偏好（J/P）是指對外在世界的態度（英語：attitude toward the outer, extraverted world）[81]

如前文所述，榮格的類型學模型著重描述了八種類型各自的第一（主導）功能，以及使用主導功能的態度（內向或外向）。榮格進一步提到，對所有類型而言，除了較有意識的主導功能外，還有一個相對無意識的輔助功能:669。但榮格對第二（輔助）功能沒有作詳細說明，他只提到：「第二功能的性質與第一功能不同，但兩者不對立」:668，榮格舉例指出，當思考是第一功能時，可配對的第二功能就是實感或者直覺，但不會是情感:668。
除此之外，榮格還進一步提到了具有相反態度的剩餘三個功能，他以「思考主導的內向型」為例，指其第二（輔助）、第三與第四（劣勢）功能都具有外向特徵。綜上，邁爾斯和布里格斯做出以下假設：
- 各類型都由一種功能主導，這就是第一功能；
- 各類型以自己偏好的態度使用其第一功能——外向型在外部世界使用第一功能，內向型在內部世界使用第一功能；
- 第二功能平衡內向性和外向性——外向型的第一功能是外向的，其第二功能是內向的；內向型的第一功能是內向的，而其第二功能是外向的；
- 第二功能也平衡感知和判斷（J-P）——當第一功能是感知功能（S/N），則第二個功能是判斷功能（T/F），反之亦然；
- 無論是外向型還是內向型，「判斷/感知」（J/P）二分法指出了該類型以外向態度使用的功能——要麼是外向判斷功能（Te/Fe），要麼是外向感知功能（Se/Ne）[83]
- 第一功能與第四功能對立；第二功能與第三功能對立

通過以上的假設，人們可以憑藉類型的4個字母來識別16種類型的第一至第四功能及其態度。
《MBTI手冊》以下標縮寫式表示類型的功能態度，以「INEFIP」為例，「NE」表示其直覺功能是外向化的，而「FI」表示其情感功能是內向化的。
根據類型動力學，邁爾斯（Isabel Myers）建構了16個人格類型的功能疊列，如下表所示：
| 型態          | ISITEJ       | ISIFEJ       | INIFEJ       | INITEJ       |
| 主導/第一功能 | 內向實感(Si) | 內向實感(Si) | 內向直覺(Ni) | 內向直覺(Ni) |
| 輔助/第二功能 | 外向思考(Te) | 外向情感(Fe) | 外向情感(Fe) | 外向思考(Te) |
| 第三功能      | 內向情感(Fi) | 內向思考(Ti) | 內向思考(Ti) | 內向情感(Fi) |
| 劣勢/第四功能 | 外向直覺(Ne) | 外向直覺(Ne) | 外向實感(Se) | 外向實感(Se) |
| 型態          | ISETIP       | ISEFIP       | INEFIP       | INETIP       |
| 主導/第一功能 | 內向思考(Ti) | 內向情感(Fi) | 內向情感(Fi) | 內向思考(Ti) |
| 輔助/第二功能 | 外向實感(Se) | 外向實感(Se) | 外向直覺(Ne) | 外向直覺(Ne) |
| 第三功能      | 內向直覺(Ni) | 內向直覺(Ni) | 內向實感(Si) | 內向實感(Si) |
| 劣勢/第四功能 | 外向情感(Fe) | 外向思考(Te) | 外向思考(Te) | 外向情感(Fe) |
| 型態          | ESETIP       | ESEFIP       | ENEFIP       | ENETIP       |
| 主導/第一功能 | 外向實感(Se) | 外向實感(Se) | 外向直覺(Ne) | 外向直覺(Ne) |
| 輔助/第二功能 | 內向思考(Ti) | 內向情感(Fi) | 內向情感(Fi) | 內向思考(Ti) |
| 第三功能      | 外向情感(Fe) | 外向思考(Te) | 外向思考(Te) | 外向情感(Fe) |
| 劣勢/第四功能 | 內向直覺(Ni) | 內向直覺(Ni) | 內向實感(Si) | 內向實感(Si) |
| 型態          | ESITEJ       | ESIFEJ       | ENIFEJ       | ENITEJ       |
| 主導/第一功能 | 外向思考(Te) | 外向情感(Fe) | 外向情感(Fe) | 外向思考(Te) |
| 輔助/第二功能 | 內向實感(Si) | 內向實感(Si) | 內向直覺(Ni) | 內向直覺(Ni) |
| 第三功能      | 外向直覺(Ne) | 外向直覺(Ne) | 外向實感(Se) | 外向實感(Se) |
| 劣勢/第四功能 | 內向情感(Fi) | 內向思考(Ti) | 內向思考(Ti) | 內向情感(Fi) |

### 類型發育與功能層級
榮格類型理論的一個重點是類型發育（英語：type development）——人格在整個生命周期的發育，它是一個終身的過程，旨在獲得對感知和判斷功能的更大控制。兩個感知功能與兩個判斷功能根據它們不同的「意識」強度進行排序，組成「功能疊列」（英語：function stack）的等級框架，描述了一個人在生命中任一階段的性格特質：
- 「主導」（英語：dominant）功能，即第一功能，是每個人最喜歡的功能，也是人格類型的意識核心；該功能具有指引前半生的關鍵作用，人的大多數技能都依賴該功能來發展[88]
- 「輔助」（英語：auxiliary）功能，即第二功能，通常在青春期或成年早期開始發育；發育良好的輔助功能可以支持主導（第一）功能，也是類型發育的重要基礎[89]
- 第三功能，與輔助（第二）功能對立，其開始發育的年歲從青春期到中年時期不等，這取決於個體的成熟度和健康狀況；人在壓力下可能以不成熟及不穩定的方式使用第三功能，因此該功能又名「永恆孩童」（英語：Eternal Child）[90]
- 「劣勢」（英語：inferior）功能，即第四功能，與主導（第一）功能對立，是每個人最不喜歡和沒興趣的功能，且往往出現於中年後期[91]；劣勢功能通常被指與潛意識關聯性更高，在高壓力（或稱被劣勢功能「控制」）等情況下最為明顯[92]

類型發育理論的假想是，個體更可能有意識地開發和使用第一與第二功能，而第三與第四功能則相對可能被忽略，因為個體對前兩者的興趣更大。對於絕大多數人來說，要做到舒適並熟練地使用全部四個功能，是頗具挑戰性的。
一個常見的錯誤觀念是，個體應當努力使所有功能平等地發育。但在榮格類型學中，當兩種相反的心理功能平均分配能量，「分化」（英語：differentiation）就無法發生，個體會失去發展方向:424；換言之，這會使兩個互斥的功能都停止發育並相互「干擾」，這可能給個體帶來困惑和挫敗感。因此，實現最佳化使用四個功能的方法不是平等地發展它們，而是選擇性地發展它們，其考慮依據包括每個功能對個人的相對重要性，以及與其他功能的有用關係。
類型理論認為，類型在整個生命週期都不會改變，只是類型的表現方式可能會根據不同的生活階段和環境而有所不同。在MBTI的模型以外，環境對類型發育有着顯著影響，它既可以促進、也可以壓抑或扭曲一個人天生的偏好。

## 四組偏好
| 榮格提出的四個向度 |                                   |                                             |
|                    | 功能                              | 態度                                        |
| 感知 (Perception)  | 直覺 (Intuition) / 實感 (Sensing) | 內向 (Introversion) / 外向 (Extraversion) 1 |
| 判斷 (Judging)     | 情感 (Feeling) / 思考 (Thinking)  | 內向 (Introversion) / 外向 (Extraversion) 2 |

| MBTI的四個向度                                                                                 |          |                       |                       |
| 態度                                                                                           | 能量態度 | 外向型 (Extraversion) | 內向型 (Introversion) |
| 功能                                                                                           | 感知 (P) | 實感型 (Sensing)      | 直覺型 (Intuition)    |
| 功能                                                                                           | 判斷 (J) | 思考型 (Thinking)     | 情感型 (Feeling)      |
| 態度                                                                                           | 對外態度 | 判斷型 (Judging)      | 感知型 (Perceiving)   |
| MBTI在榮格的基礎上添加「J/P」向度，表明 該類型對外使用判斷 (Te/Fe) 功能還是感知 (Se/Ne) 功能。 |          |                       |                       |

上下兩個表格中分別顯示了榮格理論與MBTI評量中的四對偏好，或稱「二分法」（英語：dichotomy）。榮格的理論模型為前3個二元向度（E/I、S/N、T/F）提供了實驗證據，不過布里格斯增添了「判斷/感知」（J/P）向度 
。
在每項二分法中，不同人的得分可以相差甚遠，即使是同一類型的人也不例外。然而，MBTI創始人之一邁爾斯認為，偏好的取向（例如「E」與「I」）比偏好的程度（例如非常鮮明與輕微）更重要。一些人可能認為自己同時具備兩種偏好的某些特徵，但通常會有一種偏好對他們來說更自然和舒適。
四組偏好的詞義（例如「外向」與「內向」）與日常語言中的用法不同，因為這些術語來自榮格心理學（類型學）。在類型學中，「偏好」是先天的取向，指的是人們「更喜歡什麼」，並無優劣或對錯之分，這類似於慣用手。MBTI評量並不衡量能力，它僅表示一種偏好優先於另一種偏好。人人都有先天的潛能（strengths），也能夠後天開發相反的偏好（stretches）。
一個人的心理類型所表達的訊息量，比他的四組偏好加起來的還要更多，這些偏好會透過類型動力學與類型發展而互相影響（見上方#理論一章）。

### 能量態度：外向/內向（E/I）
邁爾斯-布里格斯的文獻使用了由榮格最早提出的術語——外向性與內向性（英語：Extraversion and introversion），分別代表關注力向外與向內。其泛指一個人發洩及獲得心理能量的方向。每個人都會接觸到內部世界和外部世界（外向與內向），但絕大多數人都會更喜歡且更適應其中一個世界。
現代語境常使用「外向」來形容善於社交、能言善道的人，而「內向」常被理解為害羞、話少或孤僻；然而，這些刻板印象已經偏離了它們最初被榮格賦予的含義。與流行用法不同的是，外向與內向（或譯「外傾」與「內傾」）在類型動力學中屬於動詞而非名詞，表示個體將能量導向外部世界或內部世界，同時也表示了個體運用心理功能（S-N或T-F）的「態度」（英語：attitude），這種態度並不是非黑即白的。
心理學家指出，大腦迴路利用多巴胺對外尋找積極的獎勵刺激（英語：positively rewarding stimuli），包括食物、舒適感、親友等，這種犒賞機制在外向者的大腦中較為靈敏，而內向者對這些外來刺激的需求則較少。
以下是分別偏好外向或內向的人可能會有的一些特徵：
| 偏好外向（E）                | 偏好內向（I）                  |
| ---------------------------- | ------------------------------ |
| 專注於外在的世界。           | 專注於內在的世界。             |
| 喜歡與人互動。               | 喜歡反思、總結經驗和回憶過往。 |
| 迅速地採取行動。             | 花時間進行反思。               |
| 依賴口頭表達；對外處理想法。 | 依賴書面表達；對內處理想法。   |
| 先行動，再思考。             | 先思考，再行動。               |
| 一貫樂於積極主動。           | 必要時才積極主動。             |
| 擁有廣泛的興趣愛好。         | 深入鑽研少數的愛好。           |

外向與內向偏好（E-I）將影響人們重獲能量的方式、與人會面的方式、偏好的工作環境、開始作業的時機以及興趣愛好和習慣。

### 心理功能：實感/直覺（S/N）、思考/情感（T/F）
榮格確定了兩組心理功能（或稱認知過程、認知功能），這四個功能共同構成了心智的運作基礎：
- 兩種感知功能——實感（英語：Sensation，MBTI論述中常作Sensing，簡稱S）和直覺（簡稱N）

- 兩種判斷功能——思考（簡稱T）和情感（簡稱F）

根據榮格的人格類型學模型，對每個人來說，在這四種功能中總有一個更佔主導地位、使用起來更熟練的功能，但根據情況的不同，這四個功能的使用時機都不同。由於每個功能都可以表現為外向或內向的態度，榮格的模型包含八種不同功能與態度的組合，其中四種在很大程度上是有意識的，而另外四種是無意識的。美國心理醫生約翰·畢比（John Beebe）創建了一個模型，該模型將「原型」（英語：Archetype）和「對話自我」（英語：Dialogical self）的概念與功能結合起來，每個功能被視為在內部對話中扮演原型的角色。
實感和直覺（S-N）是資訊收集（感知）功能，它們描述了人們理解和詮釋新資訊的方式。偏好實感（S）的人更可能信賴當下、有形和具體的資訊——即五種感官可以理解的資訊；偏好實感的人比較不信任直覺，認為它們是「空穴來風」；他們通過探尋細節和事實來確定“它是什麼”，他們更相信實際的體驗。與此相反，偏好直覺（N）的人比較關注外來資訊當中的規律和未來可能性，他們通過縱觀大局並串聯各種事實來確定“它可以是什麼”；他們同樣使用五感，但比較依賴洞察力和直覺的預感，他們更相信靈感。
以下分别是偏好實感和直覺的人可能會有的一些表現：
| 偏好實感（S）                                        | 偏好直覺（N）                                        |
| ---------------------------------------------------- | ---------------------------------------------------- |
| 透過記錄實際發生的事情來記住事情，就像拍照一樣。     | 透過理解字裏行間的意義來記住事情。                   |
| 解決問題的方法是分析事實，直到理解那個問題。         | 解決問題的方式是在不同的想法和可能性之間跳躍地思考。 |
| 為人務實，關注最重要的事實。                         | 對於嘗試不同的新鮮事很感興趣。                       |
| 從瑣碎的事實出發，然後形成整體的大局觀。             | 先看整體的大局，然後再去了解瑣碎的事實。             |
| 比較相信經驗，而不是文字和符號。                     | 比較相信印象、符號和隱喻，而不是實際經驗。           |
| 有時會過度關注當下或過去的事實，而錯失了未來可能性。 | 有時會沉迷於思索未來的可能性，而忽略了如何實現它們。 |

思考和情感（T-F）是決策（判斷）的功能。思考和情感功能都用於做出理性決策，而這種決策基於從感知功能（S/N）接收到的數據。偏好思考（T）的人在做決定時以邏輯判斷為導向，側重考慮客觀而不帶感情的原則與事實，他們更專注於邏輯與分析；相反，偏好情感（F）的人在做決定時以價值判斷為導向，側重考慮對自我和對他人重要的關切點，他們更關注價值觀和人際關係。需要注意的是，在類型學中，「思考」與「智力」無關，「情感」與「情緒」無關，偏好思考的人也會共情，偏好情感的人也會分析，但人們在做決定時優先考慮的因素反映了我們的整體偏好。
以下分别是偏好思考和情感的人可能會有的一些表現：
| 偏好思考（T）                              | 偏好情感（F）                                    |
| ------------------------------------------ | ------------------------------------------------ |
| 喜歡那些注重邏輯的領域，例如技術和科學。   | 以人為本，以人際交流為行動導向。                 |
| 注意邏輯上前後矛盾的地方。                 | 注重和諧，在不和諧的情況下會感到不安。           |
| 為絕大部分事情尋求邏輯解釋或解決方案。     | 發掘對他人重要的事情，並表達對他人的關心。       |
| 跟隨頭腦做決定，並追求公平。               | 跟隨內心做決定，並追求同情心。                   |
| 認為與其說話圓滑得體，實話實說更重要。     | 認為與其說出「殘酷的真相」，說話圓滑得體更重要。 |
| 有時會忽略或否定「人」的價值。             | 有時會忽略或閉口不談殘酷的事實。                 |
| 可能會被視為過於功利、冷血或對人無動於衷。 | 可能會被視為過於理想化、多愁善感或不夠直截了當。 |

實感與直覺偏好（S-N）將影響人們看待事物的方式、喜歡的指引形式、學習新知識的方法、決策前需要的資訊、對外界變化的反應等。而思考和情感偏好（T-F）將影響人們決策的考慮因素優次、幫助他人的風格、向他人提供反饋的方式、處理不同觀點的方法、希望得到的認可方式等。

#### 功能组合
如類型動力學一章所述，MBTI的4個偏好並非獨立存在，它們可以兩兩結合，有助更深入透徹地了解人格類型的內在力量。其中常見的一種偏好組合是感知功能偏好（S/N）與判斷功能偏好（T/F）的組合，即類型縮寫中間的兩個字母，它們合稱為“功能組合”（或稱過程組合）。
功能組合對個體的生涯發展、人際溝通、學習和決策的方式具有相當大的影響：
| 功能組合                      | 生活與工作 | 學習與決策 | 職涯 |
| ----------------------------- | --- | --- | --- |
| 實感與思考 (ST)——「直擊要害」 | - 以事實為導向，注重邏輯 - 與人合作時喜歡開門見山、直入主題，為人直率、現實而功利 - 傾向以客觀而無情的態度對待工作與生活，喜歡分析問題 - 如果有人破壞規矩，可能會被惹惱                           | - 學習時，依賴動手操作和有邏輯解釋的逐步指引，不明確的指示會造成壓力 - 決策時，可能會忽視其他可能性、創新的想法或對他人的影響 | - 常見於利用技術處理人事物的行業 - 常從事的行業包括商業、管理、銀行、應用科學、建築、生產、暴力機關等                     |
| 實感與情感 (SF)——「人本服務」 | - 以事實為導向，喜歡用實際行動支持他人 - 傾向以溫暖、友好、以人為本的態度對待工作與生活，喜歡活在當下 - 富同情心，待人友善，渴望服務他人 - 太多人需要幫助時，可能感到壓力                         | - 學習時，喜歡與人合作實踐，需要循序漸進的指導、友好的互動和積極的反饋 - 決策時，可能會忽視其他可能性、創新的想法或客觀的分析 | - 常見於涉及人性化服務或其他需要同情心的行業，例如客戶服務 - 常從事的行業包括教育、醫療保健、育兒、銷售、文職、個人服務等 |
| 直覺與情感 (NF)——「新新人類」 | - 喜歡用洞察力來幫助他人做到最好 - 傾向以溫暖而熱情的態度對待工作與生活，關注理念和「人類可能性」 - 熱情洋溢、富洞察力，渴望自我賦能 - 被迫偽裝自我時，可能感到壓力                               | - 學習時，依賴想象力，需要在充滿溫情與熱情的環境中自由地合作創新 - 決策時，可能會忽視細節、常識、經驗或批判性分析             | - 常見於需要溝通技巧、關注抽象事物和理解他人的行業 - 常從事的行業包括藝術、宗教、心理諮商、創作、教育、研究、醫療保健等   |
| 直覺與思考 (NT)——「系統革新」 | - 利用洞察力來制定戰略和創造性解難 - 傾向以符合邏輯和客觀的態度對待工作與生活，關注具技術或理論應用價值的「系統可能性」 - 邏輯嚴密、頭腦靈巧，渴望理解萬物 - 無法確知某事物的原由時，可能感到壓力 | - 學習時，依賴分析、邏輯應用、分類的機會，以助理解新理論；喜歡智力難題 - 決策時，可能會忽視細節、常識、經驗或對他人的影響     | - 常見於需要以非人性化的方法來分析理念、信息與人力的行業 - 常從事的行業包括科學、法律、電腦、工程、管理、技術工作等       |

### 生活態度：判斷/感知（J/P）
邁爾斯和布里格斯在榮格的人格類型學模型中添加了另一個向度，即「判斷」（簡稱J）與「感知」（簡稱P）。根據MBTI理論，不論是偏好外向還是內向的人都有對外互動（Xe）的需求，J-P維度則描述了人們偏好如何將注意力和精力「導向外部世界」——要麼使用判斷功能（Te/Fe），要麼使用感知功能（Se/Ne）。
邁爾斯和布里格斯認為，偏好判斷（J）的類型會向外界展示他們偏好的判斷功能——思考或情感（T/F）。偏好判斷的人比較喜歡有條理、按部就班的生活方式，喜歡通過制定計劃來掌控身邊的人事物。對他們來説，果斷決策並且雷厲風行是非常重要的。
而偏好感知（P）的人則會向外界展示他們偏好的感知功能——實感或直覺（S/N）。偏好感知的人比較喜歡有彈性、無拘無束的生活，與其刻意地控制所處的環境，他們更喜歡探索並體驗各種不同的生活方式。對他們來説，保持開放態度來接收信息並且隨機應變是非常重要的。
以下分别是偏好判斷和感知的人可能會有的一些表現：
| 偏好判斷（J）              | 偏好感知（P）              |
| -------------------------- | -------------------------- |
| 喜歡制定並執行計劃。       | 喜歡靈活變通地做事。       |
| 希望乾脆利落地做事。       | 希望保持開放的選擇。       |
| 制定並遵循時間表。         | 讓所有事順其自然。         |
| 喜歡組織性和結構性。       | 喜歡偶然的心血來潮。       |
| 按部就班地做事情。         | 適應外界的新變化。         |
| 重視對生活的控制。         | 重視對生活的體驗。         |
| 盡力避免臨時抱佛腳的行為。 | 在緊要關頭迸發出最高水平。 |

判斷與感知偏好（J-P）將影響人們對複雜事務的處理方法、把事情做好的時機、對最後期限的態度、對工作和娛樂的看法、對日常活動的規劃等。

## 爭議
縱然MBTI在業界和流行文化中十分活躍，但它的科學性仍存在很大爭議。這項指標於20世紀40年代面世，當時心理學尚未成為實證科學。一些研究支持了MBTI的效度（英語：validity）和信度（英語：reliability）；另一些研究則表明這項指標「缺乏令人信服的效度數據」，並將其稱作偽科學。
一方面，有臨床心理學研究指出，MBTI是有爭議且可疑的一種評量方法。一些學者和媒體稱，這項評量是許多自我探索的「潮流」之一，並將其比喻為占星學中的天宮圖，因為它們都依賴「巴納姆效應」（英語：Barnum effect）、阿諛奉承和「確認偏誤」（英語：confirmation bias），引導參與者將一些理想的、模糊的和放諸四海而皆準的描述套用到自己身上。心理測量專家羅伯特‧霍根曾經評論：「大多數人格心理學家把MBTI視為比較複雜的幸運餅乾。」
據估計，有三分之一到一半的MBTI出版物是為了心理類型應用中心的特殊會議或作為《心理類型期刊》的論文而製作的，這被指反映出批判性審查的不足。許多支持MBTI的研究在方法學上存在缺陷或缺乏科學性。Gardner和Martinko在1996年的一篇綜述中如此總結：「很明顯，過分簡單化地尋找類型偏好和管理效能之間的聯繫，是令人失望的。實際上，鑑於研究質量參差不齊、結果不一致，無法針對這些關係得出任何明確的結論。」
但另一方面，有學術研究系統性回顧了MBTI相關文獻並統合分析，指出MBTI近年的版本已具備理想的建構效度（英語：construct validity）與信度。而根據美國加州大學洛杉磯分校教授達里奧·拿迪（Dario Nardi）的說法，多年的腦部掃描實驗顯示，有科學證據表明MBTI的理論基礎——榮格提出的八種認知功能與人腦活動存在聯繫，且MBTI各人格的大腦實驗結果與榮格的論述相吻合。加拿大的心理學教授邁克爾·阿什頓（Michael Ashton）表示，許多心理學家認為MBTI是一些重要人格特徵的有效衡量標準，儘管這項指標存在局限性。人格心理學家郭永玉教授指出MBTI是科學工具，但他也強調，在使用該評量時應嚴格遵循《MBTI手冊》的規範指導。

### 與榮格的不同
榮格提出的假想是，人格的主導功能只在其偏好的環境（外在環境/內在環境）中起作用，這一傾向取決於該人格的外向性與內向性（E/I），而其餘的三個功能則以相反的傾向運作。根據《MBTI手冊》的說法，榮格的假設可以概括為——如果主導功能是內向的，那麼其他功能就是外向的，反之亦然。然而，有MBTI從業者懷疑榮格的這一概念是類別錯誤，因為相較於其他有證據的發現而言，幾乎沒有實驗證據支持這一概念；儘管其可靠性打了折扣，但作為一種理論，布里格斯母女最初在推斷她們的原始理念時仍然考慮到了它。
心理學家漢斯·艾森克（德語：Hans Eysenck）稱，MBTI在一定程度上成功地量化了榮格《心理類型》中的原理概述。然而他也提到：
|  | MBTI創造的十六種人格類型被指類似榮格的理論概念。我在辨認的過程中一直感到困難，因為MBTI遺漏了榮格理論的一半（榮格主張每種「有意識的」特質組合都伴有一個「無意識的」特質組合，藉此得出32種類型）。顯然，榮格的理論的後半部分並不認可問卷測量，但（MBTI）將其排除在外並偽稱為測量榮格概念的量表，對榮格來說並不公平。 |

無論如何，這兩個模型仍屬假設，不論是榮格最初的類型概念或是邁爾斯-布里格斯變體，都未有獲得受控的科學研究支持。

### 二分法
就如前面的邁爾斯-布里格斯類型指標 § 四個向度一節中所述，邁爾斯認為偏好的方向（例如E/I）比偏好的程度更重要。從統計上講，這意味着每個MBTI量表的分數都會呈現雙峰分佈，大多數人的分數接近量表的兩端，因此將人們分為外向型或內向型心理類型。然而，大多數研究發現，各個量表的分數實際上呈現中央峰值分布，類似於常態分佈，這表明大多數人實際上處於量表的中間，因此既不是明確的內向型也不是明確的外向型。大多數人格特質確實表現出從低到高的正常分數分佈，約有15%的人在低端，約有15%的人在高端，大多數人在中間範圍內。但是為了就MBTI進行評分，每個量表的中間都使用一條分界線，將所有得分低於該線的人劃為偏低的類型，而得分高於該線的人則被劃為相反的型。因此，心理測量學研究並未能支持「類型」的概念，而只是顯示大多數人位於連續曲線的中間附近。

### 類型動力學的應用
類型動力學的使用尚存爭議。目前很少或根本沒有實證支持它作為科學理論的可行性。詹姆斯·雷尼爾（英語：James H. Reynierse）在總結各種以類型動力學為主題的研究時寫道：「類型動力學存在持續性的邏輯問題，而且它是建基於一系列的類別錯誤之上；它充其量只是對類型相關現象的有限和不完整的描述」；他又提到：「類型動力學依賴於軼事證據，未能通過大多數的功效測試，並且不符合經驗事實」。他的研究結果明確指出，類型動力學的論述和運作原理不符合人們的真實行為。他建議徹底摒棄類型動態，因為它不僅無助對人格的理解，還會造成阻礙；其假定的一至四功能順序僅在540個測試結果中的一個當中出現。
一些MBTI支持者認為，類型動力學在MBTI中的應用（例如推斷出來的「主導」或「輔助」功能，如Se/「外傾實感」或Ni/「內傾直覺」被假定存在）是一個邏輯類別錯誤，幾乎沒有實驗證據支持。相反，他們認為，當每種類型的類別都被獨立地視為二分法時，MBTI作為心理測量工具的有效性最高。

### 效度和實用性
MBTI量表的內容存在問題。1991年，美國國家科學院委員會檢視了MBTI研究的數據，並得出結論——只有I-E量表與其他評量中的可比量表具有高度相關性，但與那些旨在評估不同概念、效度强的儀器具有低度相關性；相比之下，S-N和T-F量表的效度相對薄弱。當時，檢討委員會得出結論：「沒有充足的、設計精良的研究可以證明MBTI在職業輔導計畫中的使用是合理的。」這項研究的效度測量是以「與評判標準相關的效度（即MBTI是否能預測與人際關係、職業成就或工作表現相關的具體結果）」為基準。委員會強調「在未證明具有科學價值的情況下，這種工具的普及度是令人不安的」。目前還沒有足夠的證據來說明MBTI測試的實用性，特別是從一個人對MBTI題目的回答中得出的四個字母類型來看。
根據Myers-Briggs公司和其他支持者的說法，該指標擁有與其他心理學工具相同或更高的信度。伊莎貝爾·邁爾斯（Isabel Myers）指出，不同人格類型的比例因職業或學科選擇而有所不同，但研究人員發現，不同職業內各類型的比例，與人口隨機樣本中的類型比例相近。有研究人員對人格類型與工作滿意度之間的相關性提出了保留意見，並表示擔憂該評量可能被濫用於將人標籤化。MBTI對員工工作表現評分的預測效度較差。正如在前文中所述，MBTI測量的是偏好而非能力，《MBTI手冊》亦明確反對將MBTI用於預測工作表現。
但也有學術期刊文章系統性回顧了MBTI的相關文獻和整合分析，發現多項潛在研究一致表明MBTI具有良好的建構效度。心理學家阿什頓表示，就描述人們的個性而言，MBTI人格類型的四個向度都是有用的。牛津大學教授梅爾維·埃姆雷稱，MBTI是進行縝密的自我認知的一個門戶。
目前，諮詢領域還未能採納MBTI評量。

### 用語
MBTI的術語被批評為非常“模糊和籠統”，以至於可以讓任何行為都符合任何一種人格類型，這可能導致巴纳姆效應，即人們對於據稱專屬他們的正面描述給出高評價。
但也有人認為，雖然MBTI類型描述簡短，但也具有獨特性和精確性 。包括大衛·凱爾西（David Keirsey）在內的一些學者，擴展了MBTI的描述，提供了更多細節。例如，凱爾西將他提出的四種氣質的描述與MBTI的16種人格類型關聯起來，顯示出氣質在語言使用、智力取向、教育和職業興趣、社交取向、自我形象、個人價值觀、社交角色和手勢特徵等方面的差異。

### 客觀性
MBTI的準確性取決於自我報告的誠實度。不像某些人格問卷，如16PF問卷、明尼蘇達多項人格問卷或人格評估庫存，MBTI並不使用效度量表來評估誇大的、獲符合社會期望的回答。因此，有動機這麼做的人可以偽造他們的回答，而一項研究發現MBTI的判斷/感知向度（J/P）與艾森克人格問卷的謊言量表相關性較弱。如果受訪者「害怕失去什麼，他們可能會以他們認為應該的方式來作答」。但是，MBTI的道德準則聲明：「如果結果將用於篩選應聘者，要求應聘者進行指標測試是不道德的，在很多情況下是非法的。」MBTI的目的是提供「了解個人差異的框架，以及…個人發展的動態模型」。

### 信度
MBTI的重測信度往往較低。相當數量的人（39%至76%的受訪者）在首次評量僅5周後重新接受評量時得出了不同的分類結果。在單個二分法量表內，當人們在九個月內重新接受評量時，大約有83%的分類保持不變；當超過九個月後重新評量時，這個比例約為75%。而就整體類型而言，約有50%的人在九個月內重測時仍得出相同結果，超過九個月後仍然保持相同類型的則有36%。根據《MBTI手冊》的報告，上述的比例在最新的MBTI工具表格M中有所提升。
有學術期刊文章統整了有關MBTI的大量研究，顯示MBTI四個子量表中的三個（E-I、S-N、J-P）都具有理想的重測信度（達到0.75或更高），而T-F量表的信度則達到0.61。但在另一項研究中，當受試者被要求比較他們自己偏好的MBTI類型和MBTI評量測定的類型時，只有半數的人選擇了相同的類型。
有人認為對MBTI的批評主要涉及其起源的有效性問題，而不是關於MBTI是否有效用的問題。另一些人則認為，MBTI可以是人格的可靠測量方法，並且「像所有測量方法一樣，MBTI產生的分數取決於樣本特徵和測試條件」。

## 統計
| MBTI各類型的人口分佈                           |                  |                |                |
| ISTJ 11-14% 11.6%                              | ISFJ 9-14% 13.8% | INFJ 1-3% 1.5% | INTJ 2-4% 2.1% |
| ISTP 4-6% 5.4%                                 | ISFP 5-9% 8.8%   | INFP 4-5% 4.4% | INTP 3-5% 3.3% |
| ESTP 4-5% 4.3%                                 | ESFP 4-9% 8.5%   | ENFP 6-8% 8.1% | ENTP 2-5% 3.2% |
| ESTJ 8-12% 8.7%                                | ESFJ 9-13% 12.3% | ENFJ 2-5% 2.4% | ENTJ 2-5% 1.8% |
| ISFJ與INFJ可能分別是人口佔比最多和最少的類型。 |                  |                |                |

表格中展示了MBTI十六個類型的人口統計數據，其結果是從美國人口的性格取向推算所得；除了每個類型的人口佔比外，還有四個向度（E-I、S-N、T-F、J-P）中每個傾向的人口佔比，當中「S-N」（實感-直覺）向度的差異尤為顯著，前後兩者分別佔人口的七成和三成左右。上述統計數據是根據1972至2002年的各種MBTI研究結果匯編而成的，這些研究結果分別來自心理類型應用中心（CAPT）的數據庫、Myers-Briggs公司以及國際斯坦福研究所 （SRI International）。

上圖描述了每種人格類型的認知功能，人格類型的背景色表示其主導功能，文本顏色則表示其輔助功能。

此外，CAPT的《心理類型期刊》（英語：Journal of Psychological Type）在1996年公布的一項全國（美國）樣本普查顯示，男性和女性樣本中最多的類型分別是ISTJ（佔男性樣本19.4%）和ISFJ（佔女性樣本16.2%）；總的來看，大約三分之二的男性更偏好思考（T），而六成以上的女性更偏好情感（F）。這項調查的樣本來自1,267名年齡介乎18歲至94歲的美國人，他們都在1988年至1991年間完成了MBTI表格G。該普查的另一項獨立統計顯示，11歲至17歲的兒童呈現出較高比例的外向偏好（E）與感知偏好（P）。
1973年一項針對美國大學生的研究發現，INFP類型是美術和藝術教育學科中最常見的類型，36%的藝術學生和26%的藝術教育學生是INFP。同年一項針對美國教師人格類型的研究發現，直覺-感知類型（xNxP）在教授英語、社會研究和藝術等科目的教師中佔比較多，而在科學和數學教師中則更多地呈現實感（S）和判斷（J）類型。一項針對27,787名高中生的問卷調查顯示，其中的INFP學生對藝術、英語和音樂科目顯示出顯著的偏好。

## 影響
1975年，Myers-Briggs公司（當時稱為Consulting Psychologists Press，簡稱CPP）成為了MBTI®的獨家出版商。根據其說法，每年約有200萬人完成該評量；財富500強中超過88%的企業使用了這項指標，它們來自115個國家或地區。不論是Myers-Briggs公司還是學者和民間輿論，不少都認為MBTI是「全世界最流行的性格工具」。中國科學院心理研究所教授陳祉妍指出，由於MBTI操作簡易、評量結果直觀，加上商業推廣成功，使得它能夠在同類的測量工具中突圍而出。也有人認為，正是因為許多人有資格進行測評，加上有許多支持書籍、網站和其他資源可供普羅大眾使用，才造就了MBTI的流行。
對MBTI相關論文在中國知網和CSSCI等數據庫的統計發現，MBTI研究方向已逐漸泛化，其在學界的討論度下降，並轉化為一種流行文化。

### 誤解
自20世紀80年代起，MBTI已被企業、大學、軍隊和其他組織廣泛用於評估人格。但值得注意的是，Myers-Briggs公司明確表示MBTI不適用於人力資源的篩選或雇用，也不適用於其他類似的職場內部選拔與決策，「透過要求應聘者進行MBTI評量以決定他們的去留，是不道德的」。
許多網站都提供了「MBTI測試」，其中比較受歡迎的是「16Personalities」網站。但實際上，「16Personalities」提供的測試並非基於MBTI的人格理論模型，而是基於一個名為「NERIS」的全新理論模型，其研發者是一家英國公司（其理論模型在下方的NERIS模型一節有更多介紹）。Myers-Briggs公司表示，許多不隸屬於它們的網站都提供了疑似或直接冠名MBTI的免費測試，但其中不少測試都歪曲了MBTI的人格理論模型，衍生出人格類型的刻板印象。
牛津大學教授梅爾維·埃姆雷強調，應稱MBTI為「指標」（英語：indicator）而非「測驗」（英語：test），因為「測驗」的說法意味着MBTI存在正確與錯誤的答案，這會讓人感到被評判優劣和按優次排名。

### 风靡东亚
COVID-19大流行期間，MBTI在南韓的千禧一代中成為了一種時尚，他們借助MBTI同他人社交和約會。同時，各大公司紛紛推出MBTI主題的產品，比如啤酒、旅行推薦、電子遊戲等。該國一項調查報告顯示，截至2021年12月，一半以上的南韓人參與過MBTI評量；每十個19至28歲的南韓人，就有九個參與過MBTI評量。此外，MBTI還是2022年南韓總統選舉的一大議題，尹錫悅、李在明等總統候選人都通過在線分享MBTI評量的結果，來吸引年輕選民。
2022年左右，MBTI相關話題在中國大陸年輕族群中的討論度達到峰值，成為社交、求職、婚戀等領域的熱門話題，並衍生出了「I人」、「E人」、「為I做E」等原創的網絡用語和迷因。但同時也出現了鄙視鏈、刻板印象、群體極化等問題。

## 與其他工具的相關性

### 凱爾西氣質
大衛·凱爾西（David Keirsey）在了解MBTI系統後開發了「凱爾西氣質分類法」，這四種「氣質」可追溯到古希臘的傳統。他將這些氣質映射到邁爾斯與布里格斯創建的SP、SJ、NF和NT分組，並為MBTI的16種人格類型逐個命名：
| SP組 （工匠）       | ESETIP創業者   | ISETIP手藝人 | ESEFIP表演者 | ISEFIP作詞人 |
| SJ組 （監護人）     | ESITEJ監督人   | ISITEJ調查員 | ESIFEJ供給者 | ISIFEJ保護者 |
| NF組 （理想主義者） | ENIFEJ教育家   | INIFEJ咨詢師 | ENEFIP捍衛者 | INEFIP治療師 |
| NT組 （理性主義者） | ENITEJ陸軍元帥 | INITEJ策劃人 | ENETIP發明家 | INETIP建築師 |

### 五大性格特質
羅伯特·麥克雷（Robert McCrae）和小保羅·科斯塔（Paul Costa）基於路易斯·戈德堡的五大性格特質（英語：Big Five personality traits，簡稱Big 5）理論，開發了五因素模型（英語：Five Factor Model，簡稱FFM）。麥克雷和科斯塔展示了MBTI向度和五大性格特質因素之間的相關性，其中一個例子是NEO-PI-R量表。這五個人格因素被稱為外向性、開放性、宜人性、盡責性和神經質（情感不穩定性），不過關於五大理論和相關的五因素模型並不存在普遍的共識。以下相關性基於267名男性和201名女性的研究結果，這是一項關於老化的長期研究。
|     | 外向性 | 開放性 | 宜人性 | 盡責性 | 神經質 |
| E–I | −0.74  | 0.03   | −0.03  | 0.08   | 0.16   |
| S–N | 0.10   | 0.72   | 0.04   | −0.15  | −0.06  |
| T–F | 0.19   | 0.02   | 0.44   | −0.15  | 0.06   |
| J–P | 0.15   | 0.30   | −0.06  | −0.49  | 0.11   |

數值越接近1.0或-1.0，代表相關性越高。
這些相關性指的是左側顯示的第二個字母，舉例來說，該表格顯示了I和P分別與外向性和盡責性呈現負相關，而F和N則分別與宜人性和開放性呈現正相關。這些結果表明，四個MBTI向度可以納入五大人格特質因素中，但MBTI缺乏五大性格特質中情感穩定性（或神經質）的量表（儘管上方模式與管理一節中提到的TDI已經涉及到了這個向度），這是抑鬱症和焦慮症的預測指標。
這些發現使麥克雷和科斯塔得出結論：「相關性分析顯示，MBTI的四個指標確實測量了正常人格的五個主要向度中的四個。五因素模型提供了一個更廣泛、更通俗的概念框架來詮釋MBTI的調研結果。」然而，「沒有證據支持MBTI測量真正的二元偏好或性質完全不同的類型，相反，該工具測量了四個相對獨立的向度。」

### NERIS模型
| NERIS模型的五個向度                             |                      |                      |
| 能量 （Energy）                                 | 外向型 (Extraverted) | 內向型 (Introverted) |
| 心智 （Mind）                                   | 現實型 (Observant)   | 直覺型 (Intuitive)   |
| 本性 （Nature）                                 | 邏輯型 (Thinking)    | 感受型 (Feeling)     |
| 對策 （Tactics）                                | 計劃型 (Judging)     | 展望型 (Prospecting) |
| 身份特徵 （Identity）                           | 堅決 (Assertive)     | 謹慎 (Turbulent)     |
| NERIS模型的五個向度各自獨立，形成五個字母的縮寫 |                      |                      |

英國一家機構通過結合五大性格特質與MBTI的評量方法，開發了一個全新的人格類型理論模型——NERIS模型。
根據其論述，NERIS模型一方面引入了五大性格特質基於「特質」（英語：Traits）的評量方法，並結合MBTI基於「類型」（英語：Types）的評量方法；一方面又引入了MBTI的首字母縮寫格式，並添加了額外的A-T向度，這與五大性格特質中的神經質相對應，由此形成了五個獨立的光譜。然而，NERIS模型並未引入MBTI的理論基礎——榮格提出的認知功能，以及MBTI對這些功能的排序（參見類型動力學）。
上述機構基於其開發的NERIS模型，在名為「16Personalities」的網站提供了免費的60題版本人格測試（全稱為NERIS Type Explorer®），該網站也是最受歡迎的人格測試網站之一。但「16Personalities」網站被指混淆了MBTI與NERIS——兩個不同的人格理論模型，因為該網站的免費測試常被誤認為是MBTI評量。

## 註解
1. ↑  術語“Extraversion”在1917年由榮格提出，其原始的拼法為Extra-，而非現代廣泛使用的Extro-。[9]
2. ↑  「X」代表二分法：在這種特殊情況下，不論哪個字母填入「X」均不影響論述。（例如，EXXP可以是（1）ENFP、（2）ESFP、（3）ENTP，或（4）ESTP。）
3. ↑  感知（perception/perceiving）是指認識一切人事物或想法的所有方式。
4. ↑  判斷（judgment）是指對所感知的事物得出結論的所有方式。
5. ↑  主導功能是指一個人使用得最為頻繁、熱烈且自信的功能。
6. ↑  以INFP為例，其尾字母是P（感知態度），表示該類型以外向態度使用其偏好的感知功能（S/N），故INFP的直覺功能以外向態度運作，即外向直覺（Ne）；當偏好的感知功能是外向的，則偏好的判斷功能（T/F）是內向的，故INFP的情感功能以內向態度運作，即內向情感（Fi）；而由於INFP的首字母是I（內向態度），代表其第一功能是內向的，第二功能是外向的，因此內向情感（Fi）是INFP的第一功能，外向直覺（Ne）是其第二功能；由於第三功能與第二功能對立，故INFP的第三功能是內向實感（Si）；由於第四功能與第一功能對立，則INFP的第四功能是外向思考（Te）[84]
7. ↑  第三功能的內外傾向仍有爭議，下方「與榮格的不同」一節有更多解釋。
8. ↑  心理類型應用中心（Center for the Application of Psychological Type，簡稱CAPT）提供MBTI培訓，並由MBTI的銷售資金支持。
9. ↑  《心理類型期刊》（Journal of Psychological Type）由Myers-Briggs的支持者編輯和支持，並由MBTI的銷售收入資助。
10. ↑  下表之術語譯本取自「16Personalities」網站的簡體中文版本。據該網站之聲明，任何非英文版本的論述均含有自動翻譯或用戶提交的翻譯，其準確性有待商榷。

### 註腳
1. ↑  楊淑晴. . 國家圖書館期刊文獻資訊網. 教育研究資訊.   [2023-10-26]. （原始内容存档于2023-10-26）.
2. ↑  . www.themyersbriggs.com.   [2021-10-31]. （原始内容存档于2019-08-26） （美国英语）.
3. 1 2  Stein, Randy; Swan, Alexander B. . Social and Personality Psychology Compass. February 2019, 13 (2): e12434  [2023-03-15]. S2CID 150132771. doi:10.1111/spc3.12434. （原始内容存档于2021-10-30） （英语）.
4. 1 2 3 4 5 6  Randall, Ken; Isaacson, Mary; Ciro, Carrie. . Journal of Best Practices in Health Professions Diversity. 2017, 10 (1): 1–27  [2023-03-15]. ISSN 2475-2843. JSTOR 26554264. （原始内容存档于2023-08-29）.
5. 1 2  Schweiger, David M. . Journal of Business Research. 1985-08-01, 13 (4): 315–328. ISSN 0148-2963. doi:10.1016/0148-2963(85)90004-9 （英语）.
6. 1 2 3 4  Myers & Myers 1995.
7. 1 2 3  . Myers & Briggs Foundation.   [2023-10-26]. （原始内容存档于2024-04-14）.
8. ↑  Kendra Cherry, MSEd. . Verywell Mind.   [2024-09-10]. （原始内容存档于2024-11-26） （英语）.
9. ↑  Kaufman, Scott Barry. . Scientific American Blog Network. 2015-08-31  [2023-10-29]. （原始内容存档于2018-09-24） （英语）.
10. 1 2 3 4 5  . www.myersbriggs.org. Myers & Briggs Foundation.   [2023-08-24]. （原始内容存档于2023-08-04） （英语）.
11. ↑  Lee, Jasmine. . Vogue Taiwan. 2023-04-07  [2023-04-11]. （原始内容存档于2023-09-29） （中文（臺灣））.
12. 1 2  Block, Melissa. . NPR. September 22, 2018  [23 September 2018]. （原始内容存档于22 September 2018）.
13. ↑  American Medical Student Association-- Center for Applications of Psychological Type, Katherine Cook-- Correspondence Briggs, Mary H.-- Correspondence McCaulley, Isabel Briggs-- Correspondence Myers. .
 （页面存档备份，存于）
14. 1 2  Pittenger, David J. . Review of Educational Research. December 1993, 63 (4): 467–488  [2023-04-19]. ISSN 0034-6543. S2CID 145472043. doi:10.3102/00346543063004467. （原始内容存档于2023-09-02） （英语）.
15. 1 2 3 4  Myers et al. 1998，第22-23頁.
16. ↑  Lilienfeld, Lynn & Lohr 2014.
17. 1 2 3  Bailey et al. 2018.
18. ↑  Thyer & Pignotti 2015，第1頁.
19. ↑  Paul, Annie Murphy. . Simon and Schuster. 2010-06-15. ISBN 978-1-4516-0406-1 （英语）.
20. 1 2  . Psychology Today United Kingdom.   [2023-04-17] （英国英语）.
21. 1 2 3  Grant 2013.
22. 1 2 3 4 5 6 7 8 9 10  Pittenger 1993.
23. 1 2 3  Gardner & Martinko 2016.
24. 1 2 3  Boyle 1995.
25. ↑  J. Hunsley, C. M. Lee, J. M. Wood: Controversial and questionable assessment techniques. In: S. O. Lilienfeld, S. J. Lynn, J. M. Lohr (Hrsg.): Science and Pseudoscience in Clinical Psychology. Kapitel. Guilford Press, New York 2003, S. 39–76.
26. ↑  [21][22][23][24][25]
27. 1 2  van Zyl, Casper J. J.; Taylor, Nicola. . SA Journal of Industrial Psychology. 2012-01, 38 (1): 11–26  [2023-05-22]. ISSN 2071-0763. （原始内容存档于2023-09-29）.
28. 1 2  Thompson, Bruce; Borrello, Glori M. . Educational and Psychological Measurement. 1986, 46 (3): 745–752. S2CID 146326132. doi:10.1177/0013164486463032.
29. 1 2  Capraro, Robert M; Capraro, Mary Margaret. . Educational and Psychological Measurement. 2002, 62 (4): 590–602. S2CID 29490161. doi:10.1177/0013164402062004004.
30. ↑  [4][27][28][29]
31. 1 2 3 4 5 6  Gholipourpublished, Bahar. . livescience.com. 2019-05-19  [2023-04-06]. （原始内容存档于2023-04-06） （英语）.
32. 1 2  陈璐. . 三聯生活周刊.   [2023-04-06]. （原始内容存档于2023-09-29）.
33. 1 2  Nardi, Dario. . Portland State University. 2012-02-10  [2024-11-18].
34. ↑  [31][32][33]
35. ↑  Cunningham, Lillian. . The Washington Post. 14 December 2012. ProQuest 1239570178.
36. 1 2 3  SISUvis. . 澎湃新闻. 2022-07-21  [2023-10-06].
37. 1 2  . The Myers-Briggs Company.   [2023-04-07]. （原始内容存档于2023-08-01）.
38. 1 2 3 4 5 6 7  Nemesszeghy, Robin. . Personality Solutions. 2022-09-19  [2023-04-15]. （原始内容存档于2023-09-29） （英语）.
39. ↑  . hk.themyersbriggs.com.   [2025-03-01].
40. 1 2 3 4 5  McCrae & Costa 1989.
41. ↑  Glenn Rifkin; Benedict Carey. . The New York Times. 2022-10-14  [2025-04-22].
42. 1 2 3  . Center for Applications of Psychological Type.   [2017-03-29]. （原始内容存档于2017-01-20）.
43. 1 2   (PDF).   [2009-07-29]. （原始内容存档 (PDF)于2011-06-28）.
44. ↑  Myers & Myers 1995，第22頁.
45. ↑  Myers & Myers 1995，第xiii, xx頁.
46. 1 2 3  Myers, Steve. . Journal of Analytical Psychology. 2016: 183–202  [2024-12-22]. doi:10.1111/1468-5922.12205 （英语）.
47. ↑  Myers & Myers 1995，第xiii頁.
48. ↑  . University of Florida George A. Smathers Libraries, Department of Special and Area Studies Collections, Gainesville, FL. 2003  [2005-12-05]. （原始内容存档于2005-12-30）.
49. ↑  Myers & Myers 1995，第xxi頁.
50. 1 2 3 4  Myers et al. 1998.
51. 1 2  Johnson & Saunders 1990.
52. ↑  Bess, Harvey & Swartz 2003.
53. ↑  Myers, Katherine D.; Quenk, Naomi L.; Kirby, Linda K.  (PDF). Journal of Psychological Type. 1995, 35: 3. （原始内容存档 (PDF)于2022-04-28） –CAPT.
54. ↑  Marioles, Nancy S.; Strickert, Donald P. S; Hammer, Allen L.  (PDF). Journal of Psychological Type. 1996, 36: 19. （原始内容存档 (PDF)于2020-11-12） –CAPT.
55. ↑  Rebecca L. Oxford.  (Google Books). 1996  [2012-01-27]. ISBN 9780824818494. （原始内容存档于2014-03-26）.
56. ↑  . The Myers-Briggs Company.   [2021-10-31]. （原始内容存档于2019-05-21） （英语）.
57. ↑  Myers et al. 1998，第119頁.
58. ↑  Myers et al. 1998，第131頁.
59. ↑  .   [2008-09-14]. （原始内容存档于May 9, 2008）.
60. 1 2  雪力（夏瑄澧）.  初版. 三采文化股份有限公司. 2023-03-31  [2023-07-26]. ISBN 978-626-358-056-5. （原始内容存档于2023-09-29） （中文（臺灣））.
61. ↑  . TED-Ed.   [2023-07-26]. （原始内容存档于2023-09-29） （英语）.
62. ↑  Myers et al. 1998，第1頁.
63. ↑  Psychological Testing: Principles, Applications, and Issues (2009), p. 502.
64. 1 2  . www.myersbriggs.org. Myers & Briggs Foundation.   [2023-08-22]. （原始内容存档于2023-08-04） （英语）.
65. 1 2 3 4 5 6 7 8  Jung, Carl Gustav. . . Princeton University Press. 1971. ISBN 978-0-691-09770-1.
66. ↑  Berens, Linda V.; Nardi, Dario. . . Telos Publications. 2004: 3  [2023-05-25]. ISBN 978-0-9664624-2-5 （英语）. According to Jung, the goal is not to use all the functions equally well but to have one that is dominant or trusted and developed most.
67. ↑  Huber, Kaufmann & Steinmann 2017，第34頁.
68. 1 2  Myers et al. 1998，第6-7頁.
69. ↑  Myers & Myers 1995，第17頁.
70. 1 2 3 4  Myers et al. 1998，第29頁.
71. ↑  . www.myersbriggs.org. Myers & Briggs Foundation.   [2023-08-06]. （原始内容存档于2023-08-07）.
72. 1 2 3  Myers et al. 1998，第23頁.
73. 1 2 3 4 5  . www.myersbriggs.org. The Myers & Briggs Foundation.   [2023-05-23]. （原始内容存档于2023-06-03）.
74. ↑  . www.myersbriggs.org. Myers & Briggs Foundation.   [2023-08-06]. （原始内容存档于2023-08-04） （英语）.
75. 1 2 3 4 5 6 7 8 9 10  Myers et al. 1998，第22頁.
76. 1 2 3  Myers et al. 1998，第26頁.
77. ↑  Myers & Myers 1995，第9頁.
78. ↑  Myers et al. 1998，第117頁.
79. ↑  . www.myersbriggs.org. The Myers & Briggs Foundation.   [2023-06-02]. （原始内容存档于2023-06-02）.
80. ↑  . The Myers & Briggs Foundation.   [2023-05-14]. （原始内容存档于2023-05-14）.
81. 1 2 3 4 5  Myers et al. 1998，第30頁.
82. ↑  Myers et al. 1998，第29-30頁.
83. ↑  . www.myersbriggs.org. The Myers & Briggs Foundation.   [2023-05-24]. （原始内容存档于2023-05-30）.
84. 1 2  Myers et al. 1998，第30-31頁.
85. ↑  Myers, Isabel Briggs. . January 1, 1998: 31. ISBN 9780891061304.
86. 1 2  Myers et al. 1998，第27頁.
87. ↑  Dr. A.J. Drenth. . Personality Junkie.   [2023-05-10]. （原始内容存档于2023-03-26）.
88. ↑  . The Myers & Briggs Foundation.   [2023-04-12]. （原始内容存档于2023-05-30）.
89. ↑  . The Myers & Briggs Foundation.   [2023-04-12]. （原始内容存档于2023-05-30）.
90. ↑  Storm, Susan. . Psychology Junkie. 2017-11-20  [2023-04-12]. （原始内容存档于2023-09-29）.
91. ↑  . The Myers & Briggs Foundation.   [2023-04-12]. （原始内容存档于2023-05-14）.
92. ↑  Quenk, Naomi L. . United States: CPP Books. 1996. ISBN 978-1-60203-015-2 （英语）.
93. ↑  Myers et al. 1998，第27-28頁.
94. 1 2 3 4 5 6  Myers et al. 1998，第28頁.
95. 1 2 3 4 5 6 7 8 9 10 11 12 13 14 15 16 17 18 19 20 21 22 23 24  . www.myersbriggs.org. Myers & Briggs Foundation.   [2023-08-23]. （原始内容存档于2023-08-10） （英语）.
96. ↑  Myers et al. 1998，第3頁.
97. ↑  Zeisset, Carolyn. . Gainesville, FL: Center for Applications of Psychological Type, Inc. 2006: 13. ISBN 978-0-935652-77-2.
98. ↑  . The Myers & Briggs Foundation.   [2019-11-28]. （原始内容存档于2021-05-10）.
99. ↑  . 遠見雜誌. 2023-05-23  [2024-01-12]. （原始内容存档于2024-01-12） （中文（臺灣））.
100. ↑  Nettle, Dr. Daniel. . The Open University.   [2013-04-17]. （原始内容存档于2013-05-18）.
101. ↑  . www.cognitiveprocesses.com.   [2023-08-24]. （原始内容存档于2023-09-30） （英语）.
102. ↑  . www.myersbriggs.org. Myers & Briggs Foundation.   [2023-08-24]. （原始内容存档于2023-08-27） （英语）.
103. ↑  Beebe, John. . . Routledge. 2016-06-17. Basic orientation: hero/heroine, father/mother, puer/puella. ISBN 978-1-317-41365-3 （英语）.
104. ↑  Myers & Myers 1995，第2頁.
105. ↑  . www.myersbriggs.org. The Myers & Briggs Foundation.   [2023-05-20]. （原始内容存档于2021-05-10）.
106. ↑  . www.myersbriggs.org. The Myers & Briggs Foundation.   [2023-05-20]. （原始内容存档于2023-05-20）.
107. 1 2  Myers & Myers 1995，第75頁.
108. 1 2 3  Storm, Susan. . Psychology Junkie. 2019-04-29  [2023-04-06]. （原始内容存档于2023-09-30）.
109. ↑  科技日报. . 新華網. 新華社. 2022-04-14  [2023-04-07]. （原始内容存档于2023-09-30）.
110. 1 2 3  Stricker, Lawrence J; Ross, John. . The Journal of Abnormal and Social Psychology. 1964, 68 (1): 62–71. PMID 14105180. doi:10.1037/h0043580.
111. 1 2 3 4  Schuwirth 2004.
112. ↑  Kline, Paul, The Handbook of Psychological Testing, Psychology Press, 2000, ISBN 0-415-21158-1、978-0-415-21158-1[页码请求]
113. ↑  Hunsley, Lee & Wood 2003.
114. ↑  Thyer & Pignotti 2015.
115. ↑  Lilienfeld, Lynn & Lohr 2014，第1頁.
116. ↑  [17][22][40][110][111][112][113][114][115]
117. ↑  Hunsley J, Lee CM, Wood JM (2004). Controversial and questionable assessment techniques. Science and Pseudoscience in Clinical Psychology, Lilienfeld SO, Lohr JM, Lynn SJ (eds.). Guilford, ISBN 978-1-59385-070-8, p. 65.
118. ↑  McCrae, R R; Costa, P T (1989) Reinterpreting the Myers-Briggs Type Indicator From the Perspective of the Five-Factor Model of Personality. Journal of Personality, 57(1):17-40.
119. ↑  . Psychology Today.   [2017-04-12]. （原始内容存档于2023-02-20） （英语）.
120. ↑  Pittenger, David.  (PDF). Psychology Today.   [2019-12-08]. （原始内容存档 (PDF)于2019-08-15）.
121. ↑  Zurcher, Anthony. . BBC News. 2014-07-15  [2017-04-12]. （原始内容存档于2017-04-12） （英国英语）.
122. ↑  Burnett, Dean. . The Guardian. 2013-03-19  [2017-04-12]. ISSN 0261-3077. （原始内容存档于2017-03-10） （英国英语）.
123. ↑  Eveleth, Rose. . Smithsonian.   [2017-04-12]. （原始内容存档于2017-02-17） （英语）.
124. ↑  Thyer, Dr Bruce A.; Pignotti, Monica. . Springer Publishing Company. 2015-05-15: 50–51. ISBN 9780826177681 （英语）.
125. ↑  Boyle, Gregory J. . Australian Psychologist. 1995-03-01, 30 (1): 71–74  [2019-12-08]. ISSN 1742-9544. doi:10.1111/j.1742-9544.1995.tb01750.x. （原始内容存档于2017-08-22） （英语）.
126. ↑  Hunsley, John; Catherine M. Lee; James M. Wood. . Science and Pseudoscience in Clinical Psychology. 2003: 39–76.
127. ↑  [21][22][24][119]
[120]
[121]
[122]
[123]
[124]
[125]
[126]
128. ↑  Pittenger, D.J. (1993) Measuring the MBTI...And Coming Up Short （页面存档备份，存于） (pdf). Journal of Career Planning & Placement.
129. ↑  . Psychology Today.   [2021-10-28] （英语）.
130. ↑  .   [2019-08-11]. （原始内容存档于2019-08-11）.
131. ↑  [129][130][131]
132. ↑  Hogan, Robert. . Mahwah, NJ: Lawrence Erlbaum Associates. 2007: 28. ISBN 0805841423. OCLC 65400436.
133. ↑  Coffield F, Moseley D, Hall E, Ecclestone K.  (PDF). Learning and Skills Research Centre. 2004. （原始内容 (PDF)存档于2008-12-05）.
134. ↑  Pittenger, David J. . Consulting Psychology Journal: Practice and Research. 2005, 57 (3): 210–221. doi:10.1037/1065-9293.57.3.210.
135. ↑  Nardi, D.  (PDF). www.rigdenage.co.uk. TYPEFACE.   [2024-11-18]. （原始内容存档 (PDF)于2023-12-03）.
136. ↑  . 19 March 2019  [2022-06-08]. （原始内容存档于2023-04-16）.
137. 1 2 3 4 5  Reynierse 2009.
138. 1 2  Eysenck, H.J.  1995. : 179.
139. 1 2  Carroll 2004.
140. ↑  Bess & Harvey 2002.
141. ↑  .   [2016-11-12]. （原始内容存档于2016-10-18）.
142. 1 2 3  Nowack 1996.
143. ↑  . 1991  [2018-12-09]. ISBN 978-0-309-04747-0. doi:10.17226/1580. （原始内容存档于2018-12-10） （英语）.
144. ↑  Schaubhut, Nancy A.; Nicole A. Herk; Richard C.Thompson.  (PDF). CPP: 17. 2009  [2010-05-08]. （原始内容存档 (PDF)于2018-12-06）.
145. ↑  Tieger, Paul D.; Barron-Tieger, Barbara. . Boston: Little, Brown. 1995  [2019-08-06]. ISBN 978-0-316-84522-9. （原始内容存档于2012-10-09）.[页码请求]
146. ↑  Myers & Myers 1995，第40-51頁.
147. ↑  Druckman, D.; R. A. Bjork (编). . Washington, DC: National Academy Press. 1992. ISBN 978-0-309-04747-0.[页码请求]
148. ↑  Letters to the Editor: It's Not You, It's Your Personality." (1992, February 3). Wall Street Journal  (Eastern Edition), p. PAGE A13. Retrieved November 8, 2008, from Wall Street Journal database. (Document ID: 27836749).
149. ↑  Myers et al. 1998，第78頁.
150. ↑  Healy, Charles C. . Journal of Counseling & Development. April 1989, 67 (8): 487–488  [2023-04-01]. doi:10.1002/j.1556-6676.1989.tb02125.x. （原始内容存档于2022-12-04） （英语）.
151. ↑  .   [2007-10-11]. （原始内容存档于2007-10-17）.
152. ↑  Keirsey 1998，第14-15頁.
153. ↑  Keirsey 1998，第32-207頁.
154. ↑  Myers et al. 1998，第52-53頁.
155. ↑  Furnham, A. . Current Psychology. 1990, 9: 46–55. S2CID 143573372. doi:10.1007/BF02686767.
156. ↑  Francis, Leslie J; Jones, Susan H. . Pastoral Psychology. 2000, 48 (5): 377–383. S2CID 141413875. doi:10.1023/A:1022036504232.
157. ↑  Myers et al. 1998，第53頁.
158. ↑  .   [2009-02-15]. （原始内容存档于2009-02-21）.
159. ↑  .   [2010-08-04]. （原始内容存档于2010-06-12）.
160. ↑  Harvey, R J. . Hammer, A.L.  (编). . Palo Alto, California: Consulting Psychologists Press. 1996: 5–29. ISBN 978-0-89106-094-9.
161. ↑  Myers et al. 1998，第163頁.
162. ↑  Carskadon, TG & Cook, DD. . Research in Psychological Type. 1982, 5: 89–94.
163. ↑  Dawes, Robyn. . European Business Forum. 2004, (18).
164. ↑  Capraro, Robert; Margaret Capraro.  (PDF). Educational and Psychological Measurement. 2002, 62 (4): 590–602. S2CID 29490161. doi:10.1177/0013164402062004004. （原始内容 (PDF)存档于2020-02-08）.
165. 1 2 3  . The Myers & Briggs Foundation.   [2023-04-17]. （原始内容存档于2023-04-17）.
166. 1 2 3   (PDF). Center for Applications of Psychological Type.   [2023-05-07]. （原始内容存档 (PDF)于2023-03-15）.
167. ↑  William Blakely Stephens. . Studies in Art Education (National Art Education Association). 1973, 14 (14): 56–57. JSTOR 1320192. doi:10.2307/1320192.
168. ↑  Earl P. Smith. . Studies in Art Education (National Art Education Association). 1973, 14 (2): 35–46. JSTOR 1319876. doi:10.2307/1319876.
169. ↑  Charles H. Sides. . Writing on the Edge (Regents of the University of California). 1990, 1 (2): 33. JSTOR 43158643.
170. ↑  . The Myers-Briggs Company.   [2023-05-10]. （原始内容存档于2023-09-07）.
171. ↑  . The Myers-Briggs Company.   [2023-04-07]. （原始内容存档于2019-04-04） （英语）.
172. 1 2  . The Myers-Briggs Company.   [2023-04-07]. （原始内容存档于2019-08-26）.
173. ↑  Menand, Louis. . The New Yorker. 2018-09-03  [2023-04-07]. （原始内容存档于2023-09-13）.
174. 1 2  溫競華. . 新華網. 新华社. 2022-04-19  [2023-04-07]. （原始内容存档于2023-04-07）.
175. ↑  Lok, Corie. . Nature. 2012, 488 (7412): 545–547. PMID 22919707. doi:10.1038/nj7412-545a .
176. 1 2  . Knowledge at Wharton.   [2023-04-07]. （原始内容存档于2023-09-29）.
177. 1 2  Yahoo奇摩新聞編輯室. . Yahoo News. 2022-08-04  [2023-04-15]. （原始内容存档于2023-04-19） （中文（臺灣））.
178. ↑   (PDF). The Myers-Briggs Company.   [2023-04-15]. （原始内容存档 (PDF)于2023-06-08）.
179. ↑  Yeung J, Seo Y. . CNN. 27 July 2022  [2023-04-07]. （原始内容存档于2023-06-02）.
180. ↑  Hae-rin L. . The Korean Times. 30 August 2022  [2023-04-07]. （原始内容存档于2023-03-26）.
181. ↑  扬子晚报/孙庆云. . 中新网. 2023-04-25  [2023-10-06].
182. ↑  . 澎湃新闻. 2023-06-15  [2023-10-06].
183. ↑  . 央视网.   [2023-10-05].
184. ↑  Keirsey, David.  1st. Prometheus Nemesis Book Co. May 1, 1998 [1978]. ISBN 1-885705-02-6.
185. ↑  .   [2008-08-08]. （原始内容存档于2010-02-09）.[自述来源]
186. ↑  Costa, P.T., Jr. & McCrae, R.R. (1992). Revised NEO Personality Inventory (NEO-PI-R) and NEO Five-Factor Inventory (NEO-FFI) Manual. Odessa, FL: Psychological Assessment Resources.
187. ↑  Boyle, Stankov & Cattell 1995.
188. ↑  Boyle, G. J. (2008). "Critique of Five-Factor Model (FFM)". In G. J. Boyle, G. Matthews, & D. H. Saklofske.  (Eds.), The SAGE Handbook of Personality Theory and Assessment: Vol. 1 – Personality Theories and Models. Los Angeles, CA: Sage. ISBN 978-1-4129-4651-3[页码请求]
189. 1 2 3  . 16Personalities.   [2023-04-15].
190. ↑  . nerisanalytics.com.   [2023-04-15]. （原始内容存档于2023-06-10）.
191. ↑  . Korea JoongAng Daily. 2022-04-16  [2025-04-15] （英语）.